# 委內瑞拉寬盔鯰
委內瑞拉寬盔鯰，為輻鰭魚綱鯰形目鼬鯰科的其中一種，為熱帶淡水魚，分布於南美洲委內瑞拉奧里諾科河的Caroní及Carapo河流域，體長可達8.9公分，棲息在底層水域，生活習性不明。

## 扩展阅读
維基物種上的相關：委內瑞拉寬盔鯰